# Minot Judson Savage
Minot Judson Savage, född den 10 juni 1841 i Norridgewock, Maine, död den 22 maj 1918, var en amerikansk religiös skriftställare. Han var far till poeten Philip Henry Savage.
Savage hörde ursprungligen till den kongregationalistiska kyrkan, men blev 1873 unitarier. Som unitarisk präst verkade han i Chicago, Boston och New York, till dess han 1906 drog sig tillbaka. 
Bland hans många arbeten märks The evolution of christianity (1892) och The passing and the permanent in religion (1902). Till svenska har översatts "Dödens gåta" (1904).